# Tropico 5
Tropico 5 ist ein Wirtschaftssimulationsspiel des bulgarischen Entwicklers Haemimont Games und der fünfte Teil der Tropico-Reihe, der 2014 veröffentlicht wurde. Der Titel ist neben Windows auch für Linux und macOS erschienen. Die Xbox-360-Version erschien im November 2014. Die Umsetzung für Playstation 4 wurde in Europa im April 2015 veröffentlicht. Eine Version für Xbox One folgte im Mai 2016.
Größte Neuerungen gegenüber den Vorgängern sind eine neue Grafikengine, ein Vier-Spieler-Mehrspieler-Modus, eine sich über mehrere Epochen streckende Spielzeit und die Möglichkeit, Dynastien aufzubauen.

## Rezeption
Aus 51 aggregierten Wertungen erzielt Tropico 5 auf Metacritic einen Score von 75/100.
Die Regierung Thailands erließ 2014 ein Vertriebsverbot für Tropico 5. Laut des lokalen Publishers New Era Thailand stufte die Regierung das Spiel als „Bedrohung für die nationale Sicherheit“ ein.